# Línea Cinco Casas-Tomelloso
La línea Cinco Casas-Tomelloso fue una línea férrea española que conectaba el municipio manchego de Tomelloso con la línea Alcázar de San Juan-Sevilla a través de la estación de Cinco Casas. El trazado tenía unos 19 kilómetros de longitud y era de ancho ibérico. A lo largo de su existencia tuvo un tráfico mixto de pasajeros y mercancías, en especial de productos vinícolas. Esta línea estuvo operativa entre 1914 y 1987, fecha en que sería clausurada. 
Tras su cierre, en la actualidad el trazado se encuentra desmantelado.

## Historia
A mediados del siglo XIX se esbozó la construcción del ferrocarril Socuéllamos-Ciudad Real, que nacería como un ramal de la prevista línea Madrid-Alicante (la cual se encontraba entonces en plena construcción). Este trazado estaba previsto que pasara por las localidades de Tomelloso y Argamasilla de Alba, si bien más adelante —bajo la égida de la Ley de ferrocarriles de 1855— esta línea sería desechada en favor de otra que siguiera el eje Alcázar de San Juan-Manzanares-Ciudad Real. 
A comienzos del siglo XX se planteó la construcción de un ramal que uniese Tomelloso con la línea Alcázar de San Juan-Córdoba a través de la estación de Cinco Casas. La importante producción vinícola de Tomelloso fue una de las razones que impulsaron esta iniciativa, aunque también destacaría la labor influyente que ejerció el político y escritor tomellosero Francisco Martínez «El Obrero». Las obras corrieron a cargo de la Compañía del Ferrocarril de Argamasilla a Tomelloso, siengo inaugurada la nueva línea en 1914. Durante algún tiempo la explotación de la línea corrió a cargo de la compañía MZA, si bien esta volvería a ser asumida por la constructora. El tráfico principal fue de mercancías, en especial el vino de producción local, aunque también se abrió al servicio de pasajeros.

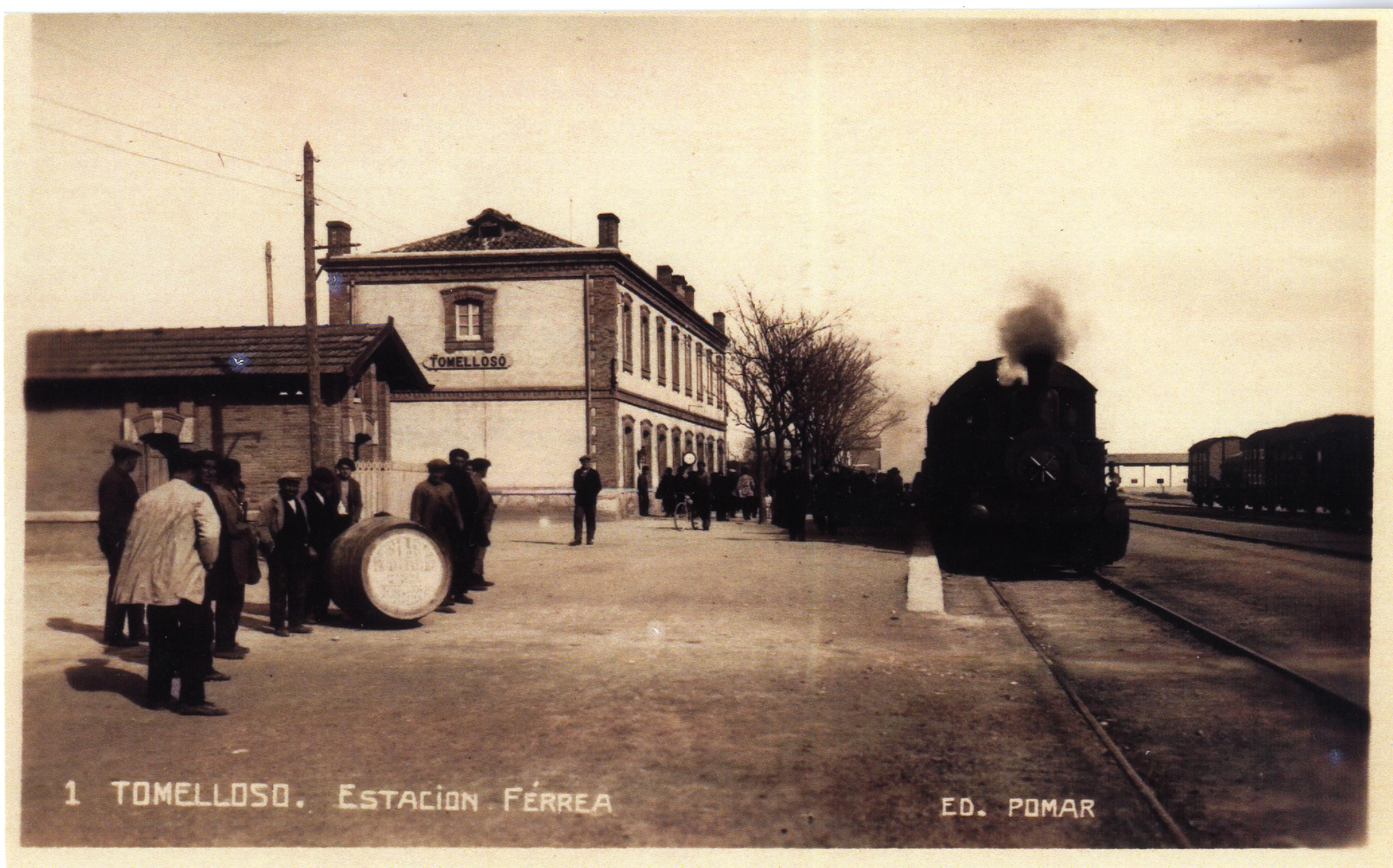
La estación de Tomelloso (c. 1930).

En 1941, con la nacionalización de toda la red ferroviaria española, el ramal pasó a manos de la recién creada RENFE. Debido al declive del transporte por carretera de aquellos años la línea vivió una etapa de esplendor gracias al gran tráfico que experimentó. En la década de 1960 llegaron a introducirse automotores. 
La fuerte competencia del transporte por carretera durante la década de 1960 incidió negativamente en el ferrocarril. Esto llevaría a que, en 1970, se cerrase la línea al tráfico de pasajeros. En 1984 desde el Ministerio de Transportes se tomó la decisión de clausurar aquellas líneas de RENFE cuya explotación fuese especialmente deficitaria. Uno de aquellos trazados fue el ferrocarril Cinco Casas-Tomelloso, si bien hasta finales de la década de 1980  todavía acogió circulaciones esporádicas. Las vías fueron levantadas en 1995. Se llegó a acordar la creación de una Vía verde sobre el antiguo trazado, aunque ello no se ha materializado.